# Placówka Straży Celnej „Szałas”

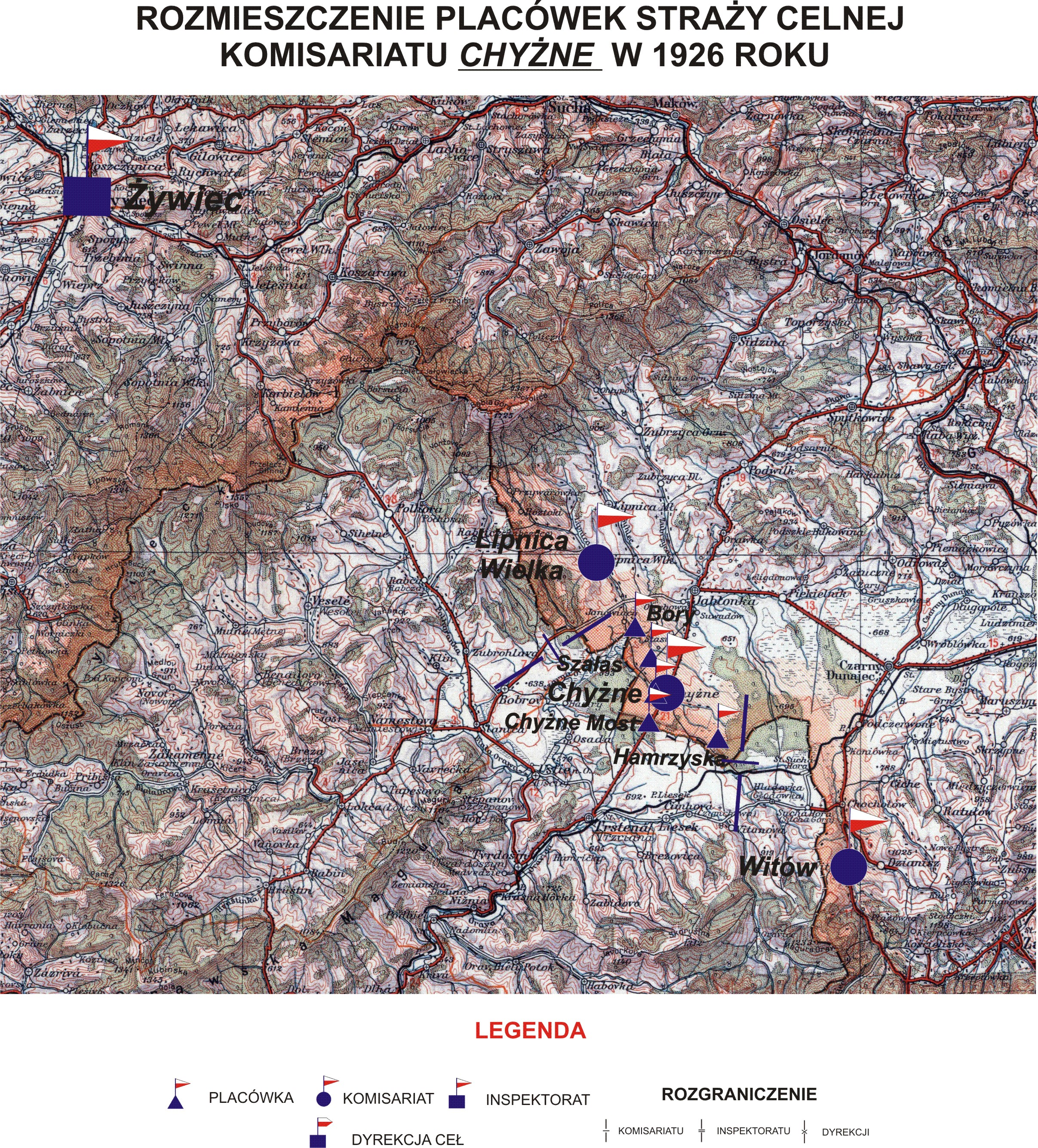
Rozmieszczenie placówek SC Komisariatu Chyżne w 1926

Placówka Straży Celnej „Szałas” – jednostka organizacyjna Straży Celnej pełniąca w okresie międzywojennym służbę ochronną na granicy polsko-czechosłowackiej.

## Formowanie i zmiany organizacyjne
Na wniosek Ministerstwa Skarbu, uchwałą z 10 marca 1920 roku, powołano do życia Straż Celną. Od połowy 1921 roku jednostki Straży Celnej rozpoczęły przejmowanie odcinków granicy od pododdziałów Batalionów Celnych. Proces tworzenia Straży Celnej trwał do końca 1922 roku. Placówka Straży Celnej „Szałas” weszła w podporządkowanie komisariatu Straży Celnej „Chyżne” z Inspektoratu SC „Żywiec”.
W drugiej połowie 1927 roku przystąpiono do gruntownej reorganizacji Straży Celnej. W praktyce skutkowało to rozwiązaniem tej formacji granicznej. Ochronę północnej, zachodniej i południowej granicy państwa przejęła powołana z dniem 2 kwietnia 1928 roku Straż Graniczna. W strukturach nowo powstałej formacji placówki „Szałas” nie odtworzono.

## Funkcjonariusze placówki
Kierownicy placówki
| stopień    | imię i nazwisko, numer | okres pełnienia służby | kolejne stanowisko |
| ---------- | ---------------------- | ---------------------- | ------------------ |
| przodownik | Feliks Byrski (131)    | był w 1926             |                    |

Obsada personalna placówki w 1926:
- przodownik Feliks Byrski (131)
- strażnik Teofil Durfat (1171)
- strażnik Szczepan Pazdro (1807)
- strażnik Jan Durda (1302)
- strażnik Walenty Doliński (1813)
- strażnik Franciszek Mikołajczak (803)
- strażnik Wacław Knapik (2057)
- strażnik Feliks Michalski (594)